# Entre Vales
Entre Vales é um filme brasileiro do gênero drama feito em coprodução com Alemanha e Uruguai gravado em 2011 e lançado primeiramente no Festival de Cinema do Rio de Janeiro em setembro de 2012. Foi exibido no Festlatino - "Festival de Cinema Latino-Americano de São Paulo"- e no Festival Internacional de Cinema de Seattle. Uma pré-estreia aconteceu na cidade de Paulínia - onde algumas cenas foram gravadas - em abril de 2013.  Depois de várias mudanças na data de lançamento, o longa estreia em 8 de maio de 2014. A direção coube a Philippe Barcinski, com roteiro do próprio diretor e Fabiana Werneck Barcinski.

## Sinopse
Vicente é um economista, pai de Caio e casado com Marina, uma dentista dedicada. Ele leva uma vida comum tanto em casa como em seu trabalho. Porém, a perda do filho seguida da traição de um sócio na sua empresa, acabam por leva-lo a uma vida completamente miserável. Troca de nome e começa a viver em um lixão. Uma história que aborda a capacidade de se recriar do homem.
A história é contada de maneira não linear, começando com o personagem principal andando de carro depois de uma discussão com a esposa. Logo em seguida indo direto para sua vida no lixão e depois voltando para sua vida de pai e trabalho normais. As narrativas vão caminhando até se encontrarem.

## Elenco
- Ângelo Antônio  - Antônio / Vicente
- Melissa Vettore - Marina
- Inês Peixoto - Daiane
- Daniel Hendler - Carlos
- Matheus Restiffe  - Caio
- Jonathan Azevedo - Jano
- Fábio Lago - Camargo
- Sergio Mastropasqua - engenheiro
- Edyr Duqui - senhora da água
- Beto Quirino - catador 1
- Edmilson Cordeiro - Calixto
- Julia Ianina - professora
- Marat Descartes - Dr. André
- Rudifran Pompeu - Matias
- Clayton Mariano - Edmilson
- Georgette Fadel - Altina
- Fabio Neppo - cooperado 2

## Prêmios
Festival de Cinema Latino-Americano de São Paulo 
- Melhor Filme (escolhido pelo público)
- Prêmio Itamaraty (Júri internacional)

Festival Iberoamericano de Cinema de Sergipe 
- Melhor Filme - (Júri e pelo público)
- Melhor Ator - Ângelo Antônio
- Melhor Atriz - Melissa Verttore.

Projeto da Fundação Hubert Bals (Holanda) 
- Prêmio de Apoio ao Desenvolvimento

## Críticas
As críticas são praticamente unânimes em afirmar que o grande destaque do filme fica por conta da atuação do ator Ângelo Antônio, uma das melhores em sua carreira no cinema.